# Saison 7 de Famille d'accueil
Chronologie
Saison 6 Saison 8
Cet article présente les épisodes de la septième saison de la série télévisée française Famille d'accueil (2001-2016).

## Distribution

### Acteurs principaux
- Virginie Lemoine : Marion Ferrière
- Christian Charmetant : Daniel Ferrière
- Lucie Barret : Charlotte Ferrière
- Samantha Rénier : Juliette Ferrière
- Smaïl Mekki : Khaled
- Doriane Louisy Louis-Joseph : Louise Ferrière
- Antoine Ferey : Tim Ferrière
- Ginette Garcin : tante Jeanne

### Acteurs récurrents
- Delphine Serina : Élise, ex de Daniel et mère de Valentin
- Gari Kikoïne : Valentin, fils d'Élise et Daniel

## Épisodes

### Épisode 1:Une bouteille à la mer
- France : 2007 sur France 3

Jennifer est placée chez les Ferrière car son grand-père a fait une crise cardiaque. C'est une très bonne élève qui va passer le concours général de mathématiques. Mais elle est aussi très réservée. Charlotte va essayer de la rendre moins timide en lui proposant notamment de sortir avec elle. Elle rencontre Nico qui lui propose de l'alcool. Jennifer se met à trop boire. Marion va l'aider à s'en sortir.
Daniel décide de prendre des cours d'anglais pour avoir de nouveaux clients et pour prendre une revanche sur sa scolarité.
C'est l'anniversaire de Marion. Ses enfants lui font une surprise en invitant plusieurs enfants dont elle s'est occupée il y a longtemps. Ils sont devenus des adultes.

### Épisode 2:La Face cachée de la lune
- France : 2007 sur France 3

### Épisode 3:Une vie rêvée
- France : 2007 sur France 3

### Épisode 4:Qui sème le vent
- France : 2007 sur France 3

### Épisode 5:Dommage collatéral
- France : 2007 sur France 3

### Épisode 6:Âge tendre
- France : 2007 sur France 3

### Épisode 7:Le Plus Beau Jour de ma vie
- France : 2007 sur France 3

### Épisode 8:Beau-père
- France : 2007 sur France 3

### Épisode 9:Terre d'accueil
- France : 2007 sur France 3

### Épisode 10:Fille de personne
- France : 2007 sur France 3